# Шигеру Ишиба
Шигеру Ишиба (јап. 石破 茂, рођен 4. фебруара 1957) је јапански политичар који обавља функцију премијера Јапана и председника Либерално-демократске партије (ЛДП) од 2024. Био је члан Представничког дома Представник је од 1986. године и био је министар одбране од 2007. до 2008. и министар пољопривреде, шумарства и рибарства од 2008. до 2009. године, као и генерални секретар ЛДП-а од 2012. до 2014. године.
Ишиба је рођен у политичкој породици, са својим оцем Јироом Ишибом, који је био гувернер префектуре Тотори од 1958. до 1974. пре него што је касније постао министар унутрашњих послова. Након што је дипломирао на Универзитету Кеио, Ишиба је радио у банци пре него што је ушао у политику након очеве смрти. Ишиба је изабран у Представнички дом на општим изборима 1986. као члан ЛДП-а са 29 година.
Као члан Парламента, Ишиба се специјализовао за пољопривредну политику и политику одбране. Био је заменик министра пољопривреде у парламенту под премијером Киичија Мијазаве, али је напустио ЛДП 1993. и придружио се Партији обнове Јапана. Након транзиције кроз неколико партија и повратка у ЛДП 1997. године, Ишиба је био на различитим истакнутим позицијама, укључујући генералног директора Агенције за одбрану под премијером Јуницхироа Коизумија, министра одбране под премијером Јасуа Фукуде и министра пољопривреде, шумарства и Рибарство под управом Таро Асоа.
Ишиба је постао кључна фигура унутар ЛДП-а, више пута се кандидујући за вођство странке. Прво 2008. где је био пети, а посебно против Шинза Абеа на изборима 2012. и 2018. године. Упркос његовим критикама фракционизма ЛДП-а, основао је сопствену фракцију, Суигетсукаи, 2015. године, са циљем да постане лидер. Након Абеове друге оставке, Ишиба се кандидовао 2020. али је био трећи иза Јошихиде Суге. Ишиба је одбио да се кандидује и подржао је Таро Коно на изборима 2021. на којима је победио Фумио Кишида . Након што је Кишида најавио да ће се повући 2024. године, Ишиба се кандидовао пети и последњи пут на председничким изборима ЛДП- а где је победио Санае Такаичија у другом кругу, поставши нови лидер странке и мандатар за премијера, и био званично изабран за премијера од стране Националног парламента 1. октобра 2024. Као премијер, Ишиба је скоро одмах најавио ванредне опште изборе, на којима је владајућа коалиција ЛДП изгубила већину по први пут од 2009. и претрпела је други најгори резултат у историји странке.
Ишиба је стекао репутацију политичког маверика због своје спремности да критикује своју странку, као и због својих релативно либералних ставова о друштвеним питањима; подржао је предлог о неповерењу кабинету Мијазаве 1993. године и критиковао Абеа током његовог другог премијерског мандата, упркос томе што је служио у владама оба премијера.